# Liberala partiet (Moldavien)
Liberala partiet (moldaviska: Partidul Liberal, ryska: Либера́льная па́ртия, Liberalnaja partija)